# Gare de Tatamagouche
La Gare de Tatamagouche est une ancienne gare du Chemin de fer Intercolonial à Tatamagouche, Nouvelle-Écosse.

## Histoire
Faisant partie de la « ligne courte » passant entre Oxford Junction par Tatamagouche vers Stellerton, Nouvelle-Écosse, cette ligne devient partie du Canadien National et sera exploitée comme leur subdivision Oxford .

## Patrimoine ferroviaire
Depuis sa fermeture, la gare propose de l'accueil touristique, offrant de l’hébergement dans la gare et dans d’anciens wagons de queue, ainsi qu’un service alimentaire dans une voiture-restaurant , offrant des recettes avec des fruits de mer .